# خوشنام (مقاطعة دلفان)
خوشنام (بالفارسية: خوشنام) هي قرية تقع في قسم ايتيوند الجنوبي الريفي (مقاطعة دلفان) في إيران. يقدر عدد سكانها بـ 356 نسمة بحسب إحصاء 2016.